# 東京パノラママンボボーイズ
東京パノラママンボボーイズ（とうきょうパノラママンボボーイズ）は日本のラテン音楽のユニット。

## 概要
DJとパーカッション2人という世界唯一のパノラマスタイルで活動している。1991年、オールカバーのアルバム『マンボ天国』でテイチクからデビューした。収録曲『マンボのビート』はフジテレビの『ライオンのごきげんよう』のテーマソングとして1991年9月から2002年3月にかけて使用されたほか、同じフジサンケイグループ・ニッポン放送「鶴光の噂のゴールデンアワー」内コーナー「街角ステーションとびだせ！大江戸そとまわり」本編オープニングでも長らく使われた。1992年発売の2枚目のアルバム『マンボスパイ2』は、架空のスパイ映画のサントラで世界中をマンボスパイが駆け巡るという設定だった。同年には「ロンドンクラブサーキットツアー」を行った。ラテン音楽にDJを導入し、斬新なクラブミュージックとして高い評価を得た。
1993年に解散したが、2006年にフジ・ロック・フェスティバルにて14年ぶりに復活。2007年にもライブを行なっている。2008年にはニューアルバムを発売した。

## メンバー
- コモエスタ八重樫（DJ）
- パラダイス山元（パーカッション、主にコンガを演奏）
- ゴンザレス鈴木（パーカッション、主にティンバレスとカウベル（英語版）を演奏）

## 出演
- ラジオ
  - FMナイトストリート(JFN)
  - 古田新太のオールナイトニッポン(ニッポン放送)
- CM
  - 日産・プレジデント(ビシバシステムの住田隆と共演・1996年)
  - セーブオン(八重樫を除く)

## ディスコグラフィ

### シングル
- パチンコ SINGLE VERSION / パチンコ（カラオケ） / マンボのビート
  - 1991年10月23日発売、レーベル：テイチクレコード、規格品番：TEDN-201（7インチレコード）
- ダイナマイト マンボ / ダイナマイト マンボ（カラオケ） / カサショフ
  - 1992年5月21日発売、レーベル：テイチクレコード、規格品番：TEDN-215（CDシングル）

### アルバム
- マンボ天国
  - 1991年7月3日発売、レーベル：テイチクレコード、規格品番：TECN-30093（CD）
- マンボスパイ2
  - 1992年4月22日発売、レーベル：テイチクレコード、規格品番：TECN-30154（CD）
- マンボスパイ1
  - 1992年5月21日発売、レーベル：テイチクレコード、規格品番：TEJN-18165（LP）
  - 1992年10月21日発売、レーベル：テイチクレコード、規格品番：TECN-22165（CD）
- 東京パノラママンボボーイズ完全盤 TWIN PERFECT COLLECTION
  - 2002年2月27日発売、レーベル：Baidis、規格品番：TECN-35767〜8（2枚組CD)
- マンボインペリアル
  - 2008年1月23日発売、レーベル：インペリアル、規格品番：TECI-1169（CD）
- マンボデコ
  - 2008年3月26日発売、レーベル：インペリアル、規格品番：TECI-1176（CD）